# 民乐乡
民乐乡，是中华人民共和国甘肃省兰州市永登县下辖的一个乡镇级行政单位。

## 行政区划
民乐乡下辖以下地区：
细沟村、普贯村、前庄村、卜洞村、铁丰村、柏杨村、八岭村、玉泉村、西川村、清泉村、红岭村、南沟村、漫水村、中川村、先锋村、黑龙村、大湾村、井滩村、绽龙村、宽沟村、小有村、安仁村和下川村。